# Johann Joachim Winckelmann

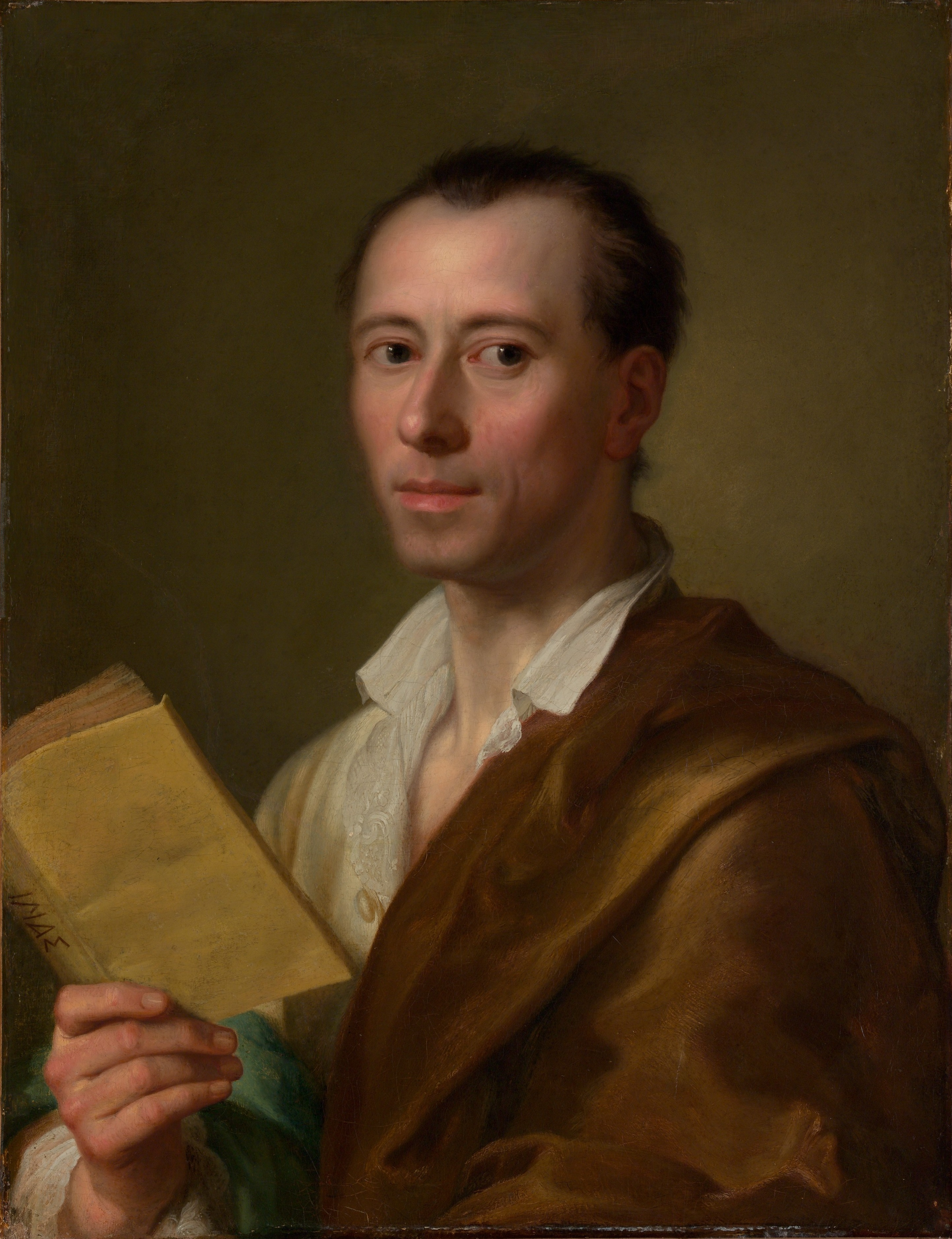
Johann Joachim Winckelmann, Porträt von Anton Raphael Mengs (1755)
Winckelmanns Unterschrift:

Johann Joachim Winckelmann (auch Winkelmann; * 9. Dezember 1717 in Stendal; † 8. Juni 1768 in Triest) war ein deutscher Archäologe, Bibliothekar, Antiquar und Kunstschriftsteller der Aufklärung. Er gilt, neben Flavio Biondo, als der Begründer der wissenschaftlichen Archäologie und Kunstgeschichte und als geistiger Begründer des Klassizismus im deutschsprachigen Raum.

## Leben

### Herkunft und Werdegang
Der Sohn eines Schuhmachermeisters wuchs in ärmlichen Verhältnissen auf. Drei Jahre ging er dem erblindeten Rektor der Stendaler Lateinschule, Esaias Wilhelm Tappert, zur Hand. Dafür wurde er in dessen Haus aufgenommen und über die Schulzeit hinaus gefördert. Zunächst besuchte er die Stendaler Stadtschule, dann bis Ende 1735 die Stendaler Lateinschule, von 1736 bis etwa Michaelis (29. September) 1736 das Köllnische Gymnasium in Berlin und danach bis Ende 1737 das Altstädtische Gymnasium in Salzwedel.
Auf Anregung von Tappert gewährte ihm die Stendaler Schönebeck’sche Stiftung 1736 ein Bücherstipendium. Auch zum Universitätsstudium erhielt Winckelmann von der Schönebeck’schen Stiftung ein Stipendium, über das er 1739 eine Quittung erteilte. Dies ermöglichte Winckelmann 1738 die Aufnahme eines Studiums der evangelischen Theologie an der Universität Halle, das er jedoch 1740 ohne Abschluss aufgab, um als Hauslehrer bei der Familie von Grolmann in Osterburg bei Stendal zu arbeiten. Von 1741 bis 1742 studierte er Medizin an der Universität Jena. Vom Sommer 1742 bis Frühjahr 1743 war Winckelmann Hauslehrer in der Familie des Oberamtmanns Lamprecht in Hadmersleben und von 1743 bis 1748 Konrektor der Lateinschule im altmärkischen Seehausen.
Aus der Retrospektive bewertet Winckelmann in seinen Briefen die Studienjahre und die Tätigkeit als Lehrer durchweg als Fron- und Leidenszeit. Nebenbei betrieb er philologische, philosophische und historische Studien. Die Exzerpte, die er dabei anlegte, befinden sich heute in seinem Nachlass in der Bibliothèque nationale de France in Paris und zu einem kleineren Teil in der Bibliothèque Universitaire Historique de Médecine in Montpellier, der Staats- und Universitätsbibliothek Hamburg Carl von Ossietzky sowie der Rubiconia Accademia dei Filopatridi in Savignano sul Rubicone.

### Anstellung als Bibliothekar
1748 wurde Winckelmann Bibliothekar bei Heinrich Graf von Bünau auf Schloss Nöthnitz bei Dresden, wo er an der Kayser- und Reichs-Historie des Grafen und am gedruckten Katalog seiner Bibliothek mitarbeitete. Bünaus 42.139 Bände umfassende, öffentlich benutzbare Privatbibliothek war eine der bedeutendsten in Europa. Zu ihren Besuchern gehörte auch der päpstliche Nuntius in Sachsen, Alberico Archinto, der von Winckelmann so beeindruckt war, dass er ihm die Stelle eines Bibliothekars in Rom anbot. In den dortigen Galerien könne er seinen Sinn für bildende Kunst entwickeln. Voraussetzung sei, dass Winckelmann zur katholischen Kirche konvertiere. In dieser Zeit wurde König August III. von Polen sein Gönner; er erkannte die bahnbrechenden Ideen Winckelmanns und unterstützte ihn mit 200 Talern. Am 17. September 1754 quittierte Winckelmann den Dienst in Nöthnitz.
Winckelmann zog zunächst zu seinem Freund, dem Maler Adam Friedrich Oeser, in die Dresdener Königstraße 17 (heute: 10), um bei ihm, wie später auch Johann Wolfgang von Goethe, zeichnen zu lernen, damit er das Angebot von Archinto wahrnehmen und seinen Dienst unter verschiedenen Kardinälen in Rom aufnehmen konnte.

### Winckelmann in Italien
Im Herbst 1755 siedelte Winckelmann nach Rom über. In den folgenden Jahren unternahm er verschiedene Reisen in Italien. Dabei besuchte er Neapel und Pompeji und sammelte Material für seine künftigen Schriften.
Als 1758 Archinto starb, der ihn in Rom aufgenommen hatte, erhielt Winckelmann eine Unterkunft durch den Kardinal Alessandro Albani. Noch im selben Jahr reiste er nach Florenz, wo er bis 1759 die Gemmensammlung des Barons Philipp von Stosch bearbeitete. Eine der Ehrungen, die er dafür erhielt, war die Aufnahme in die Accademia Etrusca. Ab 1761 entwarf er im Auftrag Alessandro Albanis maßgeblich das Programm für die künstlerische Ausgestaltung der Villa Albani, deren Umsetzung vor allem in den Händen des Malers Anton Raphael Mengs lag.
Anfang 1762 begleitete Winckelmann Albert Christian Heinrich von Brühl, den zweitgeborenen Sohn des sächsischen Premierministers, nach Neapel und veröffentlichte ein Sendschreiben von den herculanischen Entdeckungen: An den hochgebohrnen Herrn, Herrn Heinrich Reichsgrafen von Brühl.
1763 lernte Winckelmann den Freiherrn Friedrich Reinhold von Berg (1736–1809) kennen und wohl auch lieben. Seine Liebe sollte allerdings unerwidert bleiben. Nach dessen Abreise verfasste Winckelmann die Abhandlung von den Fähigkeiten der Empfindung des Schönen in der Kunst, und dem Unterrichte in derselben. Die Abhandlung gilt sowohl als Grundlagenwerk der Kunsttheorie als auch als Schlüsseltext seiner eigenen Persönlichkeit, d. h. vor allem seiner homoerotischen Neigungen.
Ebenfalls 1763 wurde Winckelmann durch Papst Clemens XIII. zum Aufseher der Altertümer (Commissario delle Antichità) im Kirchenstaat sowie zum Scrittore an der Biblioteca Vaticana ernannt. 1764 wurde er zum auswärtigen Mitglied der Göttinger Akademie der Wissenschaften gewählt.

### Tod

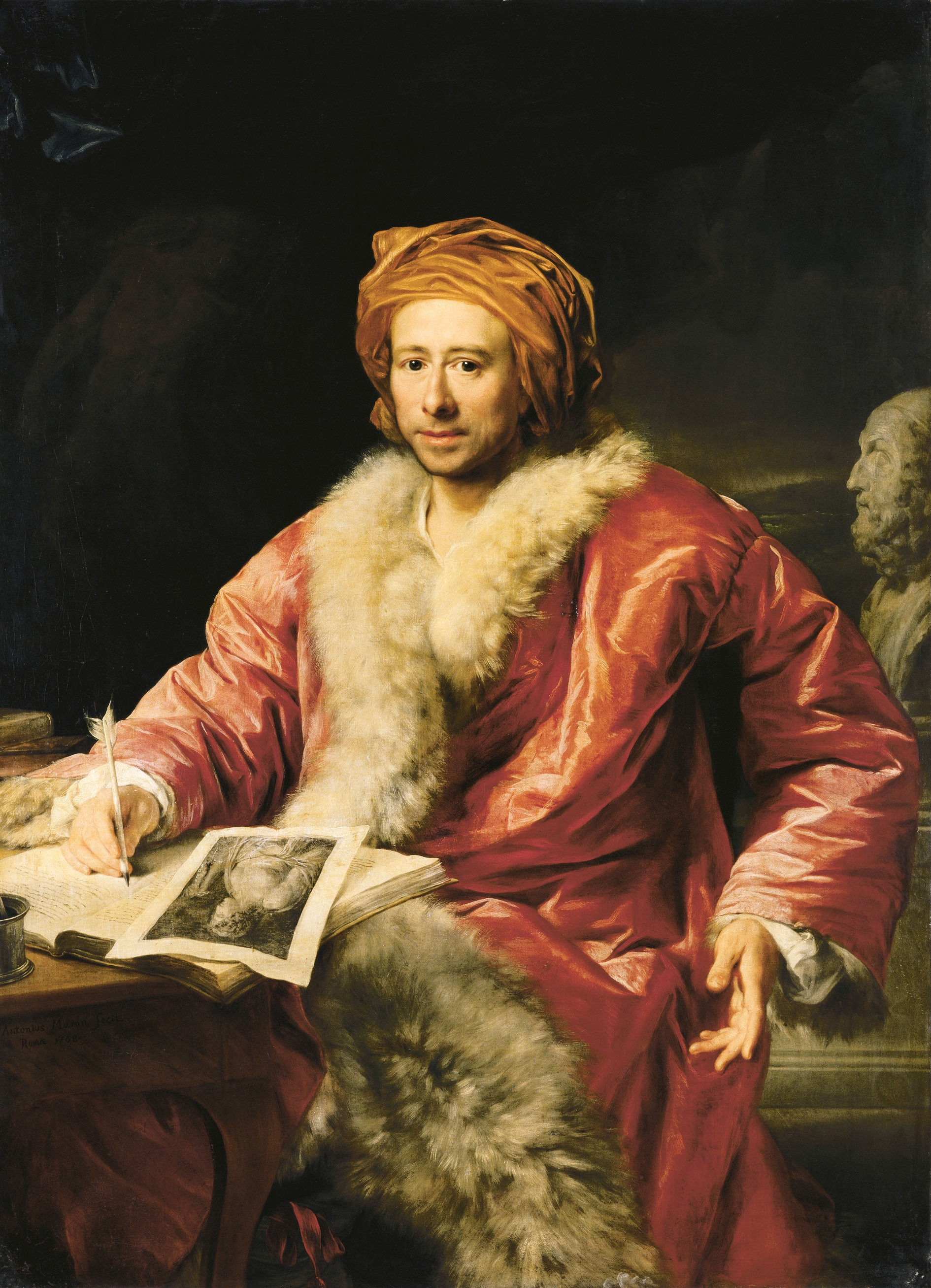
Porträt von Anton von Maron, 1768

Im April 1768 trat Winckelmann zusammen mit dem Bildhauer Bartolomeo Cavaceppi eine Reise an, die ihn zu alten und neuen Freunden in seiner Heimat führen sollte. Unter anderem wollte er nach Leipzig, Dessau und Berlin, auch Hannover und Göttingen waren Ziele. Eine Krankheit und die Beschwerlichkeiten der Reise führten zu einem melancholischen Anfall, der ihn die Reise bereits in Regensburg abbrechen ließ. Auf dem Rückweg besuchte er noch Wien und wurde von Kaiserin Maria Theresia empfangen. Nach einer weiteren Fiebererkrankung setzte er die Rückreise fort. In Triest machte er im Hotel Locanda Grande Station und traf dort auf den vorbestraften Koch Francesco Arcangeli, der sein Zimmernachbar war.
In den folgenden Tagen trafen sich die beiden Männer mehrmals. Winckelmann zeigte Arcangeli arglos immer wieder seine vier Gold- und Silbermedaillen, die er von Maria Theresia für seine wissenschaftlichen Verdienste erhalten hatte. Am Morgen des 8. Juni versuchte Arcangeli bei einer dieser Gelegenheiten, Winckelmann mit einem Strick zu erdrosseln und die Münzen zu rauben. Als dies nicht gelang, stach er mit einem Messer auf ihn ein. Winckelmanns Gegenwehr war jedoch so heftig, dass beide Hände verletzt wurden, als er zur Abwehr des Messers in die Klinge fasste. Fünf der sieben Stiche, die den Körper Winckelmanns trafen, waren lebensgefährlich. Winckelmann verblutete, war aber noch über Stunden hinweg ansprechbar und konnte den Behörden genaue Angaben zum Geschehen machen. Er verwies bei der Befragung auf den Täter und nannte Habgier als Motiv. Er starb etwa sechs Stunden nach dem Anschlag. Der Attentäter konnte mit allen Gegenständen, die mit dem Mord in Verbindung standen, gefasst werden.

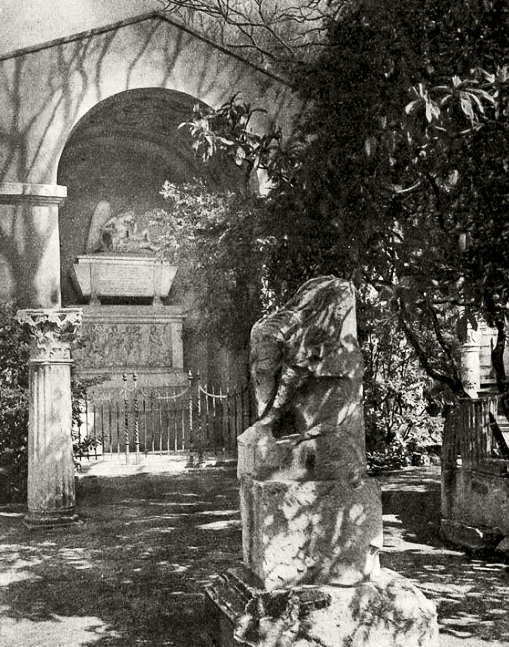
Johann Joachim Winckelmanns Grab auf dem Friedhof der Kathedrale San Giusto in Triest

Die Prozessakten der für damalige Verhältnisse sehr akribisch durchgeführten Untersuchung des Tathergangs liegen auch in deutscher Übersetzung vor. Laut Geständnis des Täters war das Mordmotiv, sich die beträchtliche Reisebörse Winckelmanns anzueignen. Mögliche Hintergründe der Tat, etwa erotische, konnten nie zweifelsfrei geklärt werden. Arcangeli wurde zum Tod durch Rädern verurteilt, nachdem ihm der Mord nachgewiesen worden war.
Winckelmann wurde in dem Gemeinschaftsgrab einer Bruderschaft auf dem Friedhof der Kathedrale San Giusto in Triest bestattet. Sein Grab geriet zunächst in Vergessenheit. Im Jahr 1802, zur Zeit von Johann Gottfried Seumes Italienreise, über die der Spaziergang nach Syrakus berichtet, war das Grab nahezu unbekannt. Später gelangten die Gebeine in ein allgemeines Beinhaus.
Etwa 40 Jahre nach dem Ereignis bemühte sich Domenico Rossetti als Erster um eine möglichst detailgetreue Darstellung des Tathergangs nach den Prozessakten. Auf seine Initiative hin wurde in Triest ein Grabmonument für Winckelmann errichtet, fast 60 Jahre nach dessen Tod.
Eine andere, kaum rezipierte These stellte 1998 Hein van Dolen auf. Demnach sei Winckelmann bereits im Mai 1768 in Wien während seines dortigen Krankenhausaufenthalts verstorben; ein Unbekannter habe ihn bestohlen und seine Identität angenommen.

## Werk und Bedeutung

### Die wichtigsten Veröffentlichungen

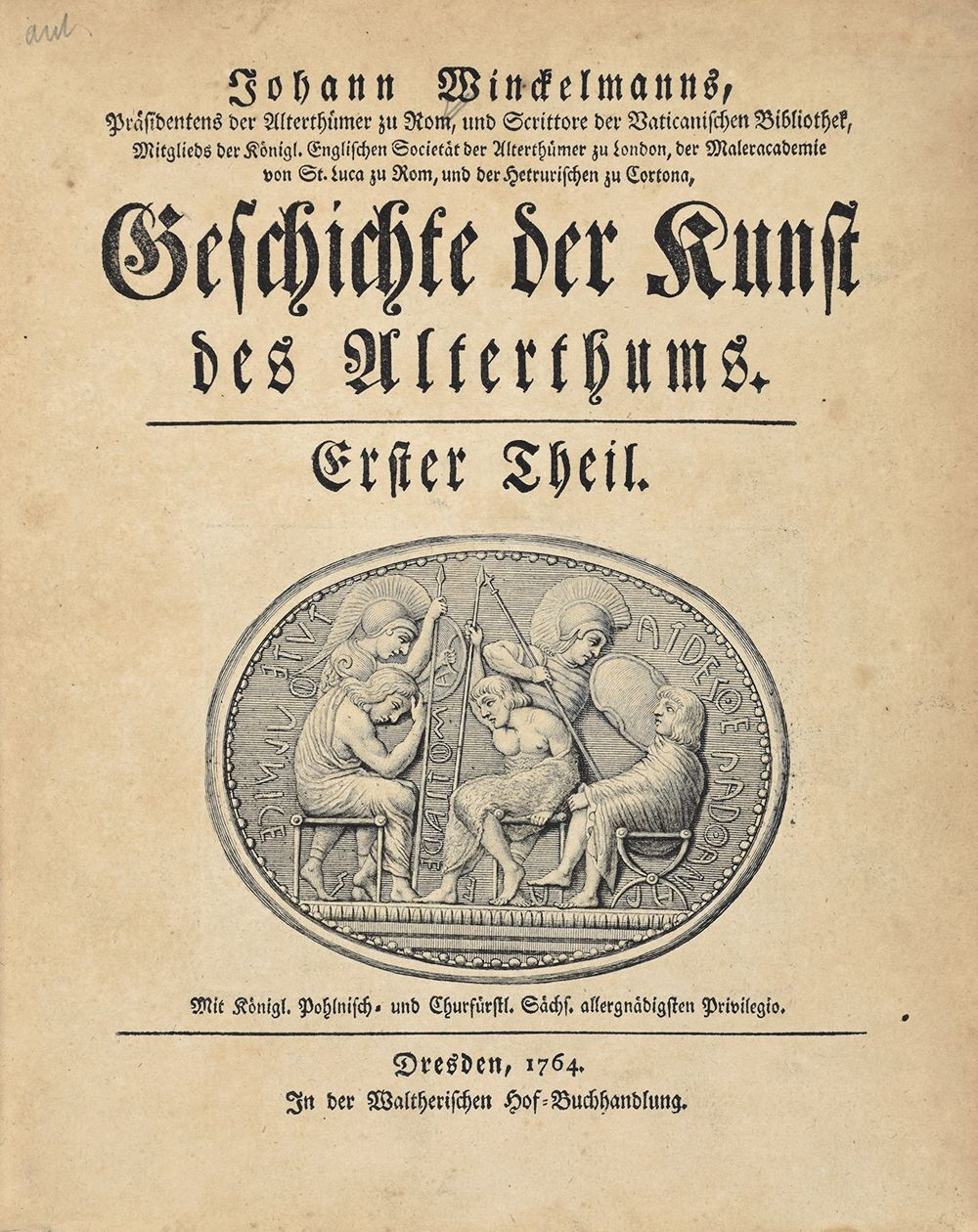
Titelblatt des Hauptwerks von Winckelmann mit einem Kupferstich des Stosch’schen Steins von Johann Adam Schweickart als Titelvignette

1755 gab Winckelmann seine erste Schrift in einer Auflage von nur knapp 50 Exemplaren heraus: Gedanken über die Nachahmung der Griechischen Werke in der Malerei und Bildhauerkunst (Dresden). Dieses epochemachende Werk wurde schnell sehr erfolgreich, so dass Winckelmann bereits 1756 eine zweite Auflage veröffentlichte, der er eine von ihm selbst verfasste Gegenschrift (Sendschreiben über die Gedanken Von der Nachahmung der griechischen Werke in der Malerey und Bildhauerkunst) sowie eine wieder unter seinem Namen veröffentlichte Gegen-Gegenschrift (Erläuterung der Gedanken Von der Nachahmung der griechischen Werke in der Malerey und Bildhauerkunst; und Beantwortung des Sendschreibens über diese Gedanken) anhängte und so die öffentliche Aufmerksamkeit für seinen Erstling deutlich vergrößerte. Die Gedanken enthalten bereits in nuce die meisten seiner Ideen und Konzepte in einer formvollendeten Sprache: „Der einzige Weg für uns, groß, ja, wenn es möglich ist, unnachahmlich zu werden, ist die Nachahmung der Alten“.
Hierauf erhielt er die Einladung zu einer Reise nach Rom, wo er nach kurzer Zeit als Bibliothekar bei Kardinal Archinto arbeitete, später in der gleichen Stellung bei Kardinal Alessandro Albani, einem ebenso liberalen wie kunstbeflissenen Mäzen. Im Jahr 1763 wurde Winckelmann als erster Ausländer mit der Oberaufsicht über die Antiken in und um Rom beauftragt und verfasste in dieser Zeit unter anderem Schriften zu den neuesten Ausgrabungen bei Herculaneum, die er interessiert verfolgte. 1764 schließlich konnte er sein Hauptwerk Geschichte der Kunst des Altertums (2 Quartbände, Dresden) herausgeben. Winckelmann stellte darin nicht lediglich die Geschichte der Kunst dar, sondern er entwarf auch ein umfassend entwickeltes System der griechischen Kunst. Im Kern ist es eine Charakteristik des Stils der Plastik nach den Bestandteilen und nach Typen und Klassen des Idealschönen. Winckelmann war es auch, der für die Beurteilung der antiken Kunst den Entwicklungsgedanken einführte.

### Grundgedanken

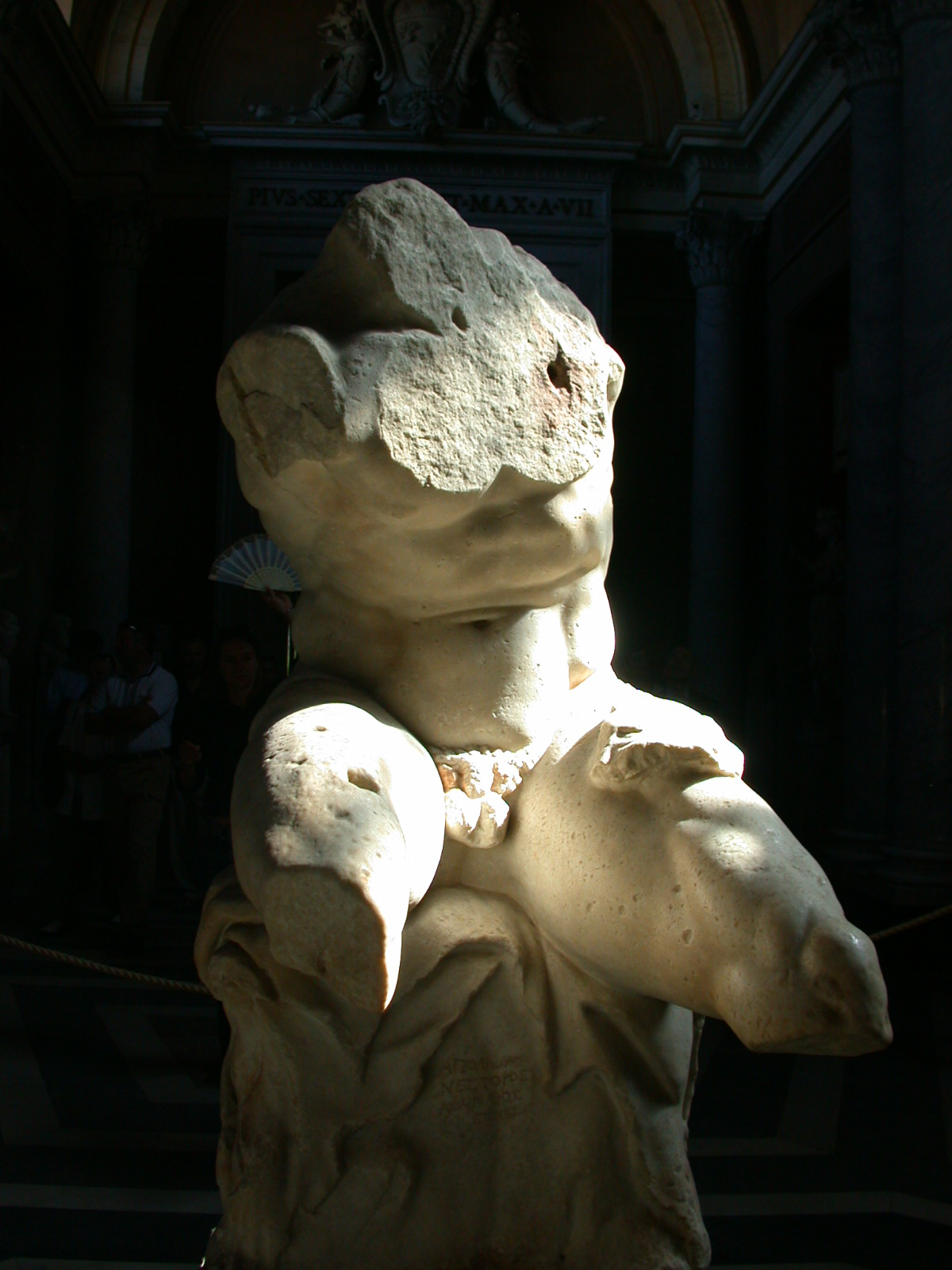
Apollonios’ Torso vom Belvedere, von Winckelmann in einer schwärmerischen Ekphrasis beschrieben

Winckelmann entwirft in seiner Huldigungsschrift Gedanken über die Nachahmung der Griechischen Werke in der Malerei und Bildhauerkunst ein normatives Griechenland, in dem – auf Grund klimatischen und geographischen Gegebenheiten („wegen der gemäßigten Jahres-Zeiten“) – eine Art paradiesischer Zustand herrscht, der es den Griechen ermöglichte idealschöne Kunst zu kreieren. Er betonte die Einmaligkeit der griechischen Werke und fordert zur Nachahmung dieser auf: „Der eintzige Weg für uns, groß, ja, wenn es möglich ist, unnachahmlich zu werden, ist die Nachahmung der Alten, […].“ Voraussetzung dafür ist das Studium der griechischen Werke – man soll sich mit ihnen bekannt machen „wie mit seinem Freund“.
Für Winckelmann war es die höchste Aufgabe der Kunst, die Schönheit darzustellen. Hierfür fand er die Formel „edle Einfalt und stille Größe“, welche er dem Verspielten und Überladenen des Barock und Rokoko entgegenstellte. Seine Begeisterung für die männlichen Helden- und Götterstatuen der Antike war wohl auch ein Ausdruck seiner Homosexualität, die sich auch in seinen Briefwechseln zeigt.
Eine Besonderheit des Winckelmannschen Klassizismus liegt in der Bevorzugung des griechischen Erbes gegenüber der lateinisch-römischen Antike. Dies hatte auch politische und zeitkritische Gründe: Die französische Kultur, die damals auch an den deutschen Höfen gelebt wurde, berief sich auf die römische Antike. Der Aufklärer Winckelmann stellte dem römischen Despotismus die griechische Demokratie gegenüber. Außerdem betonte er die vermeintlich größere Originalität der griechischen Werke. Die Römer hatten in seinen Augen nur schlechte Imitate geschaffen, die nicht an die griechischen Originale heranreichten. Diese Einschätzung beruhte indessen auf einem Irrtum: Alle Werke, die Winckelmann auf seinen Reisen in Rom sah und für griechische Schöpfungen hielt, waren in Wahrheit selbst „nur“ römische Kopien. Friedrich Nietzsche kommentierte später:

„Winckelmanns und Goethes Griechen, V. Hugo’s Orientalien, Wagners Edda-Personnagen, W. Scotts Engländer des 13. Jahrhunderts – irgend wann wird man die ganze Komödie entdecken: es war Alles über alle Maaßen historisch falsch, aber – modern, wahr!“

### Winckelmanns Bedeutung für die Rezeption der Antike
Sein großes Verdienst ist es, die Rezeption der griechischen Antike aus dem Feld der antiquarischen Buchgelehrsamkeit hin zu einer sinnlich-erotischen Rezeption antiker Kunst hinausgeführt zu haben.
Winckelmanns Bild der römischen und griechischen Antike beeinflusste wesentlich den Geist des deutschen Klassizismus, ganz besonders den der Weimarer Klassik. Wie einflussreich Winckelmann war, belegt Goethe mit seiner in Tübingen erschienenen Schrift von 1805 Winckelmann und sein Jahrhundert.
Auch die Vorstellung, dass die antike Architektur und damit auch die Plastik zumeist weiß gewesen sei, geht letzten Endes auf Winckelmann zurück. Archäologisch lässt sich allerdings belegen, dass die Architektur und vielfach auch die Plastik farbig war. Ein Beispiel hierfür ist ein Blonder Kopf von der Akropolis. Mit seiner Idealvorstellung von der weißen Kunst der Antike beeinflusste Winckelmann nachhaltig auch die Diskussionen um die antike Polychromie, die ihm mehr als manchem seiner Nachfolger bewusst war.
Winckelmann gehörte zu den Personen, die Grabungen anmahnten, um das historische Olympia freizulegen. Im Januar 1768 nahmen die Reisepläne Winckelmanns konkrete Formen an; sein gewaltsamer Tod beendete diese Initiative. Erst in den Jahren 1875 bis 1881 begann unter der Leitung von Ernst Curtius durch das Deutsche Archäologische Institut die systematische Ausgrabung in Olympia. Die unter Curtius’ Leitung wie auch die von Wilhelm Dörpfeld und Georg Treu erbrachten Ergebnisse gaben Winckelmann postum hinsichtlich seiner Forderung nach einer Ausgrabung Olympias in vollem Umfange recht.
Winckelmanns auf die Formel „edle Einfalt und stille Größe“ gebrachtes Ideal war prägend für die Bildhauerei bis in die Mitte des 19. Jahrhunderts, bei späten Vertretern der Thorvaldsen-Schule, wie dem Schweizer Ferdinand Schlöth, sogar noch darüber hinaus.

### Einfluss auf nachfolgende Autoren
Winckelmanns Griechenlandbild zeigte utopische Züge der Idealisierung, was auch die ihm nachfolgenden Autoren beeinflusste. Die Gleichsetzung Antike – Schönheit – Lebenssteigerung durchzieht die Werke sowohl Goethes, Schillers, Lessings und Hölderlins „und führt sie trotz mehrerer wichtiger Unterschiede zu einem gemeinsamen Ausgangspunkt – Winckelmanns Griechenbild – zurück“.
Das besonders an den Formen ausgerichtete Empfinden der Kunstwerke und ihre Rezeption bei Winckelmann wirkte sowohl bei Goethe als auch Schiller prägend. Goethe war von 1786 bis 1788 in Italien. Seine Reisebeschreibung (Italienische Reise) enthält zahlreiche Rückbezüge auf Winckelmann.
Später überwand Goethe den Klassizismus Winckelmanns. Während Winckelmann noch forderte, im Geist der Griechen diese nachzuahmen (d. h. nicht einfach nachzumachen), schuf Goethe sich einen Raum, der auch dem Geist der eigenen Zeit sein Recht gab. Dies zeigt sich schon in der Iphigenie, für die Goethe zwar einen antiken Stoff wählte, in der jedoch die Humanität nicht als ewiges griechisches Eigentum erscheint, sondern erst erkämpft werden muss. Goethe war sich bewusst, dass Mythos und griechische Realität auch blinde Grausamkeit enthielten – ihnen stellte er das Moderne, Sensible, Humane gegenüber, wie auch Friedrich Schiller bemerkt. In seiner späteren Schaffensphase im dritten Jahrzehnt des 19. Jahrhunderts setzte sich Goethe erneut mit dem Thema auseinander (Faust II). Nun war bereits die Historisierung der antiken Stoffe weiter vorangeschritten und in einem für Goethe blutleeren Bildungskanon kondensiert. Winckelmann hatte zur Historisierung indirekt beigetragen, indem er zum einen die geoklimatische Einzigartigkeit der griechischen Antike betonte, zum anderen in seiner Geschichte der Kunst einen ebenfalls einzigartigen Entwicklungsweg des Werdens und Vergehens der griechischen Kunst gezeichnet hatte. Damit stellte sich für Goethe die Frage, wie die historisch einmalige Epoche noch für die Gegenwart von Bedeutung sein konnte. Sinnbild hierfür wurde im Faust II Helena, die schönste aller Griechinnen: Sie zeigt die Schönheit als überzeitlich und ewig, zugleich aber muss sie sich lebendig verwirklichen. Goethe löste also den Konflikt, indem er als Wert der klassischen Kunst die produktive, schöpferische Lebenskraft herausstellte und deren Nutzen für die Gegenwart betonte.
Auch Friedrich Hölderlin wehrte sich später gegen das Nachahmungsprinzip Winckelmanns, da es die lebendige Kraft ersticke. Dennoch blieb er den antiken Stoffen treu, denn sie ermöglichten es, „dem eigenen Ursprung als einem fremden zu begegnen.“ Lessing wiederum kritisierte Winckelmanns Interpretation der Laokoon-Gruppe. Winckelmann hatte die Tatsache, dass der Laokoon nicht schreit, als Bestätigung seiner These gesehen, dass die Griechen grundsätzlich alles Schmerzhafte und Hässliche aus ihrer Kunst fernhielten. Lessing hingegen versuchte in seiner Schrift Laokoon zu zeigen, dass der neutrale Gesichtsausdruck nicht auf diesen Grundsatz, sondern auf den Unterschied von bildenden Künsten und Literatur zurückzuführen sei.

## Würdigungen
Universitäten

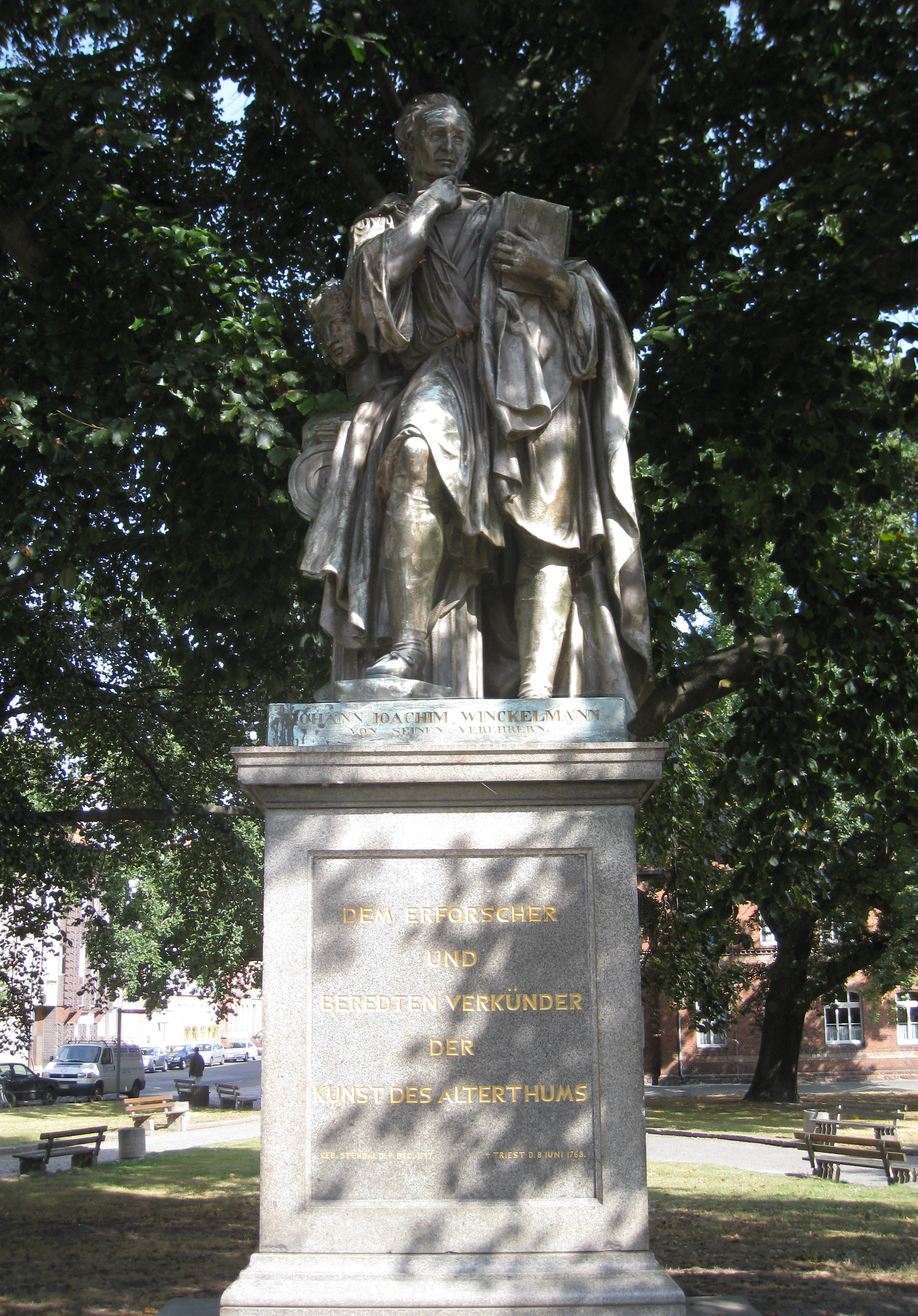
1859 errichtetes Denkmal für Winckelmann in Stendal

- Rund um den 9. Dezember gedenken Klassische Archäologen jährlich Winckelmanns als des „Urvaters“ ihres Faches, der die wissenschaftliche Archäologie begründete. Dort gehaltene Vorträge werden oftmals als Winckelmannsprogramme veröffentlicht.
- An der Universität in Halle wurde von 1905 bis 1939 seines Geburtstages durch Festvorträge gedacht, die als Hallesche Winckelmannsblätter erschienen sind. Nach langer Pause konnte diese Tradition im Jahr 2004 erneuert und in anderer Form wiederbelebt werden. Die Halleschen Winckelmann-Vorträge finden nunmehr jeweils zu Beginn des Sommersemesters statt, und zwar zeitnah zum Jahrestag seiner Immatrikulation am 4. April 1738 und in Kooperation zwischen der Zentralen Kustodie der Martin-Luther-Universität, dem Seminar für Klassische Archäologie und dem Archäologischen Museum der Martin-Luther-Universität Halle-Wittenberg.
- Am 29. April 2013 wurde mit einem Winckelmann-Tag und dem interdisziplinären Kolloquium Sein Kapital war die Zeit des 275. Jahrestages seiner Einschreibung und seiner Studienzeit (1738–1740) an der „Universität der Aufklärung“ gedacht.
- Die Jubiläen 2017 (300. Geburtstag am 9. Dezember 2017) und im Jahre 2018 zum 250. Gedenktag seiner Ermordung am 8. Juni 1768 in Triest wurden an der Martin-Luther-Universität mit Ausstellungen, Ringvorlesungen, Kolloquien und Vorträgen begangen.
- Das Klassisch-Archäologische Seminar der Humboldt-Universität zu Berlin heißt „Winckelmann-Institut“.

Winckelmann-Medaillen

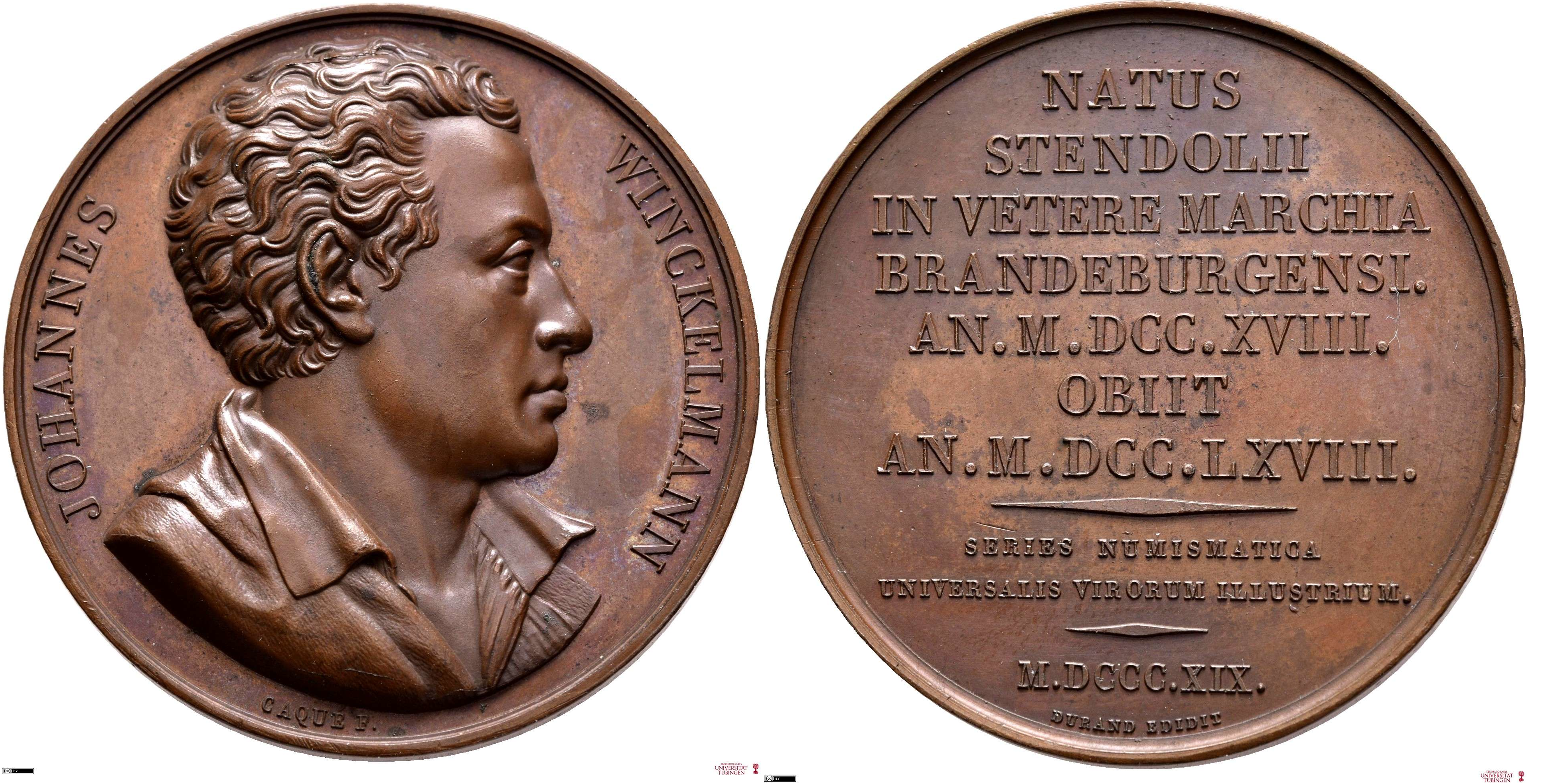
Medaille Johann Joachim Winckelmann 1819

- Seit 1929 verleiht das Deutsche Archäologische Institut in großen Abständen eine Winckelmann-Medaille, vorwiegend an Institutionen.
- Seit 1960 wird in Stendal jährlich die Winckelmann-Medaille vergeben, vorwiegend an Personen.

Winckelmann-Gesellschaft
- In Stendal wurde 1940 die Winckelmann-Gesellschaft gegründet, die seit 2000 auch das 1955 gegründete Winckelmann-Museum betreut.

Ausstellungen
- In Bannewitz wurde 2017 eine „Winckelmann-Stube“ eingerichtet, nachdem die Gedenk- und Studienstätte im Schloss Nöthnitz aufgelöst wurde.[23]
- In Weimar war von April bis Juli 2017 zu Winckelmanns Geburtstag die Ausstellung Winckelmann. Moderne Antike der Klassik Stiftung Weimar im Neuen Museum Weimar zu sehen.[24]
- In Halle (Saale) war von März bis Juni 2018 als eine der zentralen Veranstaltungen des Landes Sachsen-Anhalt zu den Winckelmann-Jubiläen 2017/18 die Ausstellung Ideale. Moderne Kunst seit Winckelmanns Antike im Kunstmuseum Moritzburg Halle (Saale) in Kooperation mit der Martin-Luther-Universität Halle-Wittenberg zu sehen.[25]
- Anlässlich des 250. Todestages präsentiert das Historische Museum Basel bis 30. Juni 2019 einige seiner wichtigen Schriften aus den Beständen der Universitätsbibliothek Basel.[26]

Benennung von Verkehrsflächen (kleine Auswahl)
- 1894 wurde im Wiener Gemeindebezirk Rudolfsheim-Fünfhaus am Rande des 1890–1893 angelegten Schönbrunner Vorpark der bis dahin Tegetthoffstraße genannte Straßenzug in Winckelmannstraße umbenannt.
- In Magdeburg und Dresden gibt es ebenfalls jeweils eine Winckelmannstraße.
- 1951 wurde die im Ost-Berliner Ortsteil Johannisthal gelegene Friedrichstraße, welche nach Friedrich dem Großen benannt war, in Winckelmannstraße umbenannt.[27]
- Auch der Gießener Stadtteil Wieseck hat eine Winckelmannstraße.
- Obwohl Winckelmann Griechenland nie besucht hatte, wurde (jedenfalls vor 1990[28]) eine kleine Straße in Athen, südöstlich des Ersten Athener Friedhofs, nach ihm „Winkelman“ (griechisch Βίνκελμαν) genannt.[28]

Sonstige Würdigungen
- 1819 wurde eine Medaille zu Ehren Winckelmanns für die französische Medaillenserie „Series Numismatica Universalis Virorum Illustrium“ geprägt.[29]
- Mit dem Bau der Düsseldorfer Kunstakademie (1875–1879) wurde sein Name als „Eckpfeiler“, neben bedeutenden Bildhauern, als Begründer der Kunstgeschichte, im Fries der Fassade an der Westseite (Rheinseite) eingemeißelt.
- Mit dem Briefmarken-Jahrgang 1967 gab die Deutsche Post der DDR eine Briefmarke zu Ehren Winckelmanns heraus.
- Das bekannteste Fußballturnier für Archäologen trägt den Namen Winckelmann-Cup.[30] Es ist ein internationales Turnier, das seit 1991 ausgespielt wird und das eine wichtige Plattform für die Vernetzung darstellt.
- Die Deutsche Bahn taufte 2011 in Stendal einen Doppelstockzug der DB Regio für die Strecke Halle (Saale)-Köthen-Magdeburg-Stendal-Salzwedel-Uelzen auf den Namen Johann Joachim Winckelmann.[31]
- Aus Anlass des 300. Geburtstages von Winckelmann gab das Bundesministerium der Finanzen am 12. Oktober 2017 eine Briefmarke sowie eine 20-Euro-Gedenkmünze heraus.[32]

## Schriften

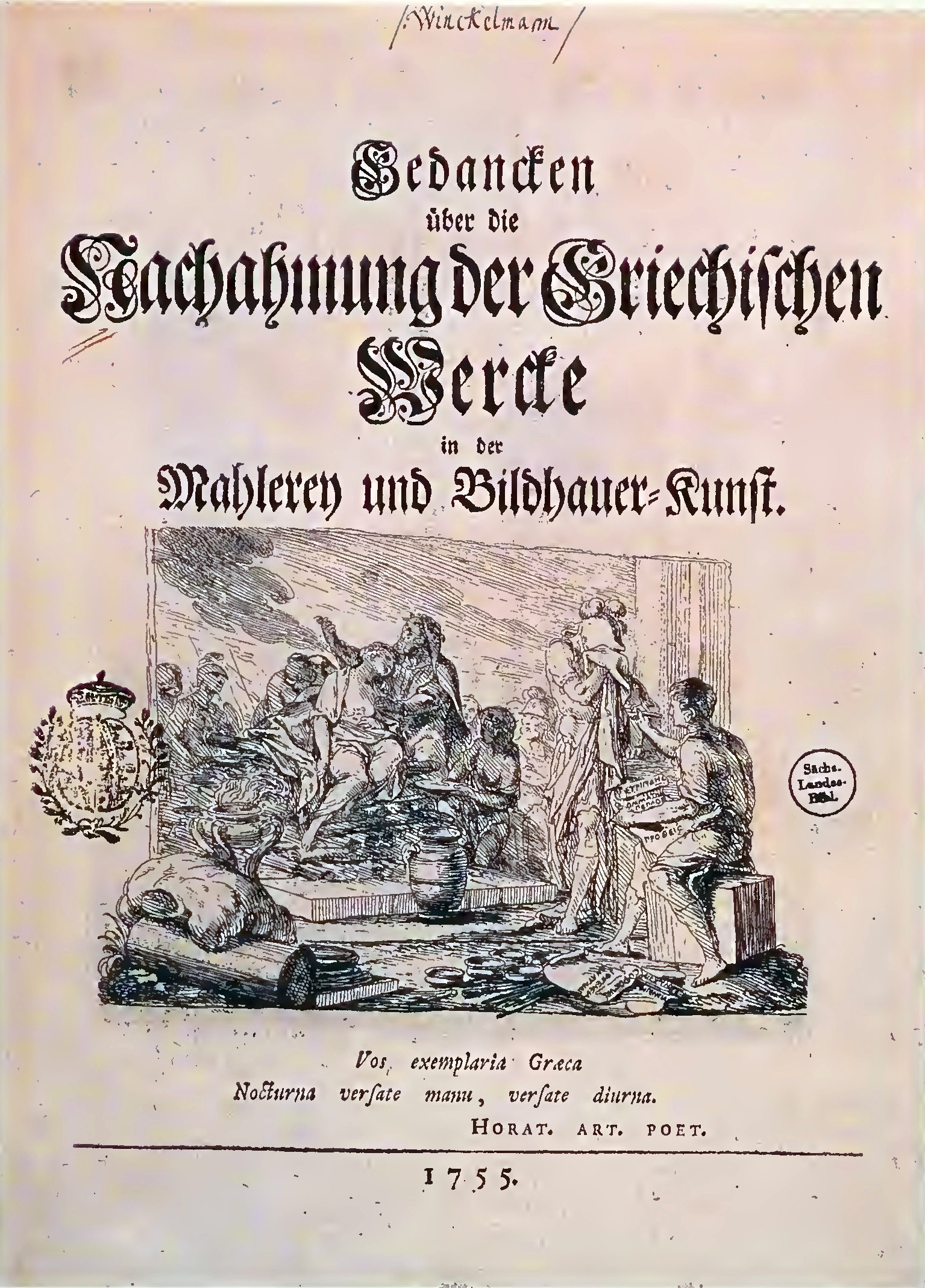
Gedancken über die Nachahmung der griechischen Werke in der Mahlerey und Bildhauer-Kunst (1755)

- Gedancken über die Nachahmung der griechischen Werke in der Mahlerey und Bildhauer-Kunst.  Hagenmüller, Friedrichstadt 1755 (Digitalisat).[33]
- Gedancken über die Nachahmung der griechischen Werke in der Mahlerey und Bildhauer-Kunst. Zweyte vermehrte Auflage. Walther, Dresden/Leipzig 1756 (Digitalisat).
- Description des pierres gravées de feu Baron de Stosch. Bonducci, Florenz 1760 (Digitalisat).
- Sendschreiben von den Herculanischen Entdeckungen. Walther, Dresden 1762, urn:nbn:de:bsz:16-diglit-59649.
- Geschichte der Kunst des Alterthums. 2 Teile, Walther, Dresden 1764 (Digitalisat).
- Alte Denkmäler der Kunst. 2 Bände. Aus dem Italienischen übersetzt von Friedrich Leopold Brunn. Christian Gottfried Schöne, Berlin 1791/92 (Digitalisat).
- Carl Ludwig Fernow, Heinrich Meyer, Johann Schulze (Hrsg.): Winckelmann’s Werke. 11 Bände mit Kupfern im Anhang. In der Waltherschen Hofbuchhandlung, Dresden 1808–1825 (Digitalisat Band 1, Band 2, Band 3, Band 4, Band 5, Band 6, Band 7, Band 8, Band 9, Band 10, Band 11)[34]
- Joseph Eiselein (Hrsg.): Johann Winckelmanns sämtliche Werke: dabei Porträt, Facsimile und ausführliche Biographie des Autors; unter dem Texte die frühern und viele neue Citate und Noten; die allerwärts gesammelten Briefe nach der Zeitordnung, Fragmente, Abbildungen und vierfacher Index. 12 Bände. Verlag Deutscher Classiker, Donaueschingen 1825–1829 (Digitalisat).
- Ausgewählte Schriften und Briefe. Hrsg. von Walther Rehm. Dieterich, Wiesbaden 1948.
- Briefe. 4 Bände. In Verbindung mit Hans Diepolder hrsg. von Walther Rehm. De Gruyter, Berlin 1952–1957.
- Kleine Schriften, Vorreden, Entwürfe. Hrsg. von Walther Rehm, mit einer Einleitung von Hellmut Sichtermann. De Gruyter, Berlin 1968.
- Edition Winckelmann Exzerpte digital, hrsg. von Elisabeth Décultot und Martin Dönike für den philologisch-kritischen Teil – von Marcel Frey-Endres, Alicia Gesch, Sascha Heße, Paul Molitor, Andrea Rapp, Jörg Ritter und Torsten Schenk für den digitalen Teil der Edition, Version 1 vom 16. September 2024

Gesamtausgabe
Johann Joachim Winckelmann. Schriften und Nachlaß. Herausgegeben von der Akademie der Wissenschaften und der Literatur, Mainz, dem Deutschen Archäologischen Institut und der Winckelmann-Gesellschaft
- Band 1: „Von der Restauration der Antiquen“. Eine unvollendete Schrift Winckelmanns. Bearbeitet von Max Kunze, herausgegeben von Stephanie-Gerrit Bruer und Max Kunze. von Zabern, Mainz 1996, ISBN 978-3-8053-1897-6
- Band 2: Herkulanische Schriften
  - Teil 1: Sendschreiben von den Herculanischen Entdeckungen, bearbeitet von Marianne Gross, Max Kunze und Axel Rügler, herausgegeben von Stephanie-Gerrit Bruer und Max Kunze, Mainz 1997.
  - Teil 2: Nachrichten von den neuesten Herculanischen Entdeckungen, bearbeitet von Marianne Gross, Max Kunze, Wolfram Maharam und Axel Rügler, herausgegeben. von Stephanie-Gerrit Bruer und Max Kunze, Mainz 1997.
  - Teil 3: Briefe, Handschriften, zeitgenössische Rezensionen zu den Herkulanischen Schriften, bearbeitet von Marianne Gross, Max Kunze, Wolfram Maharam und Axel Rügler, Mainz 1999.
- Band 3: Schriften zur antiken Baukunst (Anmerkungen über die Baukunst der alten Tempel zu Girgenti in Sicilien, Anmerkungen über die Baukunst der Alten, Fragment einer neuen Bearbeitung der Anmerkungen über die Baukunst der Alten, zeitgenössische Rezensionen), bearbeitet von Marianne Gross, Max Kunze und Axel Rügler, herausgegeben von Adolf H. Borbein und Max Kunze. Mainz 2001, ISBN 3-8053-2719-6
- Band 4: Geschichte der Kunst des Alterthums
  - Teil 1: Geschichte der Kunst des Alterthums (Text: erste Aufl. Dresden 1764, zweite Aufl. Wien 1776), herausgegeben von Adolf H. Borbein, Thomas W. Gaethgens, Johannes Irmscher und Max Kunze. Zabern, Mainz 2002.
  - Teil 2: Geschichte der Kunst des Alterthums (Katalog der Denkmäler: erste Aufl. Dresden 1764, zweite Aufl. Wien 1776), herausgegeben von Adolf H. Borbein, Thomas W. Gaethgens, Johannes Irmscher und Max Kunze, Zabern Mainz 2006.
  - Teil 3: Geschichte der Kunst des Alterthums (Allgemeiner Kommentar), herausgegeben von Adolf H. Borbein, Thomas W. Gaethgens, Johannes Irmscher und Max Kunze, Zabern, Mainz 2007.
  - Teil 4: Anmerkungen zur Geschichte der Kunst des Alterthums, herausgegeben. von Adolf H. Borbei
  - Teil 5: Statuenbeschreibungen, Materialien zur „Geschichte der Kunst des Alterthums“. Zabern, Mainz 2012.
- Band 5: Ville e Palazzi di Roma (Antiken in den römischen Sammlungen, Text und Kommentar), bearbeitet von Sascha Kansteiner, Brigitte Kuhn-Forte und Max Kunze, herausgegeben von Adolf H. Borbein und Max Kunze. Zabern, Mainz 2003.
- Band 6: Monumenti antichi inediti spiegati ed illustrate. Roma 1767
  - Teil 1. Text. Zabern, Mainz 2011.
  - Teil 2: Kommentar. Zabern, Darmstadt 2014.
- Band 7: Description des Pierres gravées du feu Baron de Stosch, Florence 1760, herausgegeben von Adolf H. Borbein, Max Kunze und Axel Rügler
  - Teil 1: Text. Zabern, Mainz 2013; ISBN 978-3-8053-4638-2.
  - Teil 2: Kommentar. 2 Teilbände, bearbeitet von Lilian Balensiefen und Axel Rügler. Zabern, Mainz 2019, ISBN 978-3-8053-5209-3.
- Band 8: Versuch einer Allegorie, besonders für die Kunst. Dresden 1766. Text und Kommentar. Herausgegeben von Adolf H. Borbein, Max Kunze und Axel Rügler; mit einer Einleitung von Adelheid Müller; bearbeitet von Balbina Bäbler, Eva Hofstetter und Adelheid Müller. Zabern, Darmstadt 2020, ISBN 978-3-8053-5272-7.
- Band 9: Vermischte Schriften zur Kunst, Kunsttheorie und Geschichte
  - Teilband 1: Dresdner Schriften. Text und Kommentar. Herausgegeben von Adolf H. Borbein, Max Kunze und Axel Rügler mit einer Einleitung von Max Kunze. Bearbeitet von Max Kunze und Axel Rügler unter Mitwirkung von Balbina Bäbler und Lilian Balensiefen. Philipp von Zabern, Darmstadt 2016, ISBN 978-3-8053-5045-7.
  - Teilband 2: Römische Schriften. Text und Kommentar. Herausgegeben von Adolf H. Borbein, Max Kunze und Axel Rügler. Bearbeitet von Balbina Bäbler, Eva Hofstetter, Max Kunze und Adelheid Müller unter Mitwirkung von Doreen PaulaZabern, Darmstadt 2020, ISBN 978-3-8053-5277-2.
- Band 10: Verstreute Handschriften: Materialien – Entwürfe – Notizen – Exzerpte. Herausgegeben von Adolf H. Borbein, Max Kunze und Axel Rügler. wbg Zabern, Darmstadt 2021, ISBN 978-3-8053-5347-2.
- Band 11: Gesamtregister der antiken Denkmäler, Münzen und Inschriften. Herausgegeben von Adolf H. Borbein, Max Kunze und Axel Rügler. wbg Zabern, Darmstadt 2021, ISBN 978-3-8053-5344-1.

- Schriften und Nachlaß. Hrsg. von der Akademie der Wissenschaften und der Literatur, Mainz. Zabern, Mainz 1996 ff.

## Film
- Leidenschaft für die Antike (Memento vom 14. Dezember 2013 im Internet Archive), ZDF-Expedition, Erstausstrahlung: 10. November 2007.
- Der Siegeszug der Archäologie – Auferstehung am Vesuv – Troja ist überall, Film von Jens Nicolai, Ausstrahlung bei 3sat am 16. Oktober 2012.
- Der erotische Blick – Johann Winckelmann, Deutschland, ZDF, Regie: Christian Feyerabend, Dokumentarfilm 2017, Ausstrahlung bei ARTE 16. Juni 2018
- Männerfreundschaften (Memento vom 8. Juli 2019 im Internet Archive) Deutschland, Regie: Rosa von Praunheim, Dokumentarfilm 2018, Ausstrahlung bei ARTE, 8. Juli 2019

## Hörspiel
- Präfekt mit Stichwunden. Sentimentale Dokumentation zur Ermordung Winckelmanns. Hörspiel von Guntram Vesper, Radio Bremen, Saarländischer Rundfunk 1975.
- Die Affäre Winckelmann (Memento vom 24. Oktober 2017 im Internet Archive), Hörspiel von Rolf Schneider, Regie Walter Niklaus, mit Jürgen Hentsch, Walter Kreye, Klaus Manchen, Rolf Hoppe, Angelica Domröse u. a., Ton Dietmar Hagen, Produktion MDR/ORF 2009, 56'49.
- Schöne Welt wo bist du? Wege zu Johann Joachim Winckelmann, Hörspiel von Jean-Claude Kuner, mit Fritz Lichtenhahn, Ulrich Matthes, Walter Giller, Nadja Tiller, Alexander Khuon, Max von Pufendorf, Johannes Schäfer, Sabin Tambrea, im Interview: Wolfgang von Wangenheim, Ton Peter Kainz, Autorenproduktion im Auftrag des Deutschlandfunks 2011, 73'39 und 54'43.

## Belletristische Bearbeitungen
- Claus Back: Der Weg nach Rom. Ein Winckelmann-Roman. 2. Auflage. Buchverlag Der Morgen, Berlin 1965.
- Franco Farina: Endpunkt Triest. Leiden und Tod von Johann Joachim Winckelmann. Drama in 12 Stationen (= Akzidenzen Band 5). Winckelmann-Gesellschaft, Stendal 1992.
- Klaus-Werner Haupt: Johann Joachim Winckelmann im Kreise der Gelehrten. Bertuch Verlag, Weimar 2018, ISBN 978-3-86397-096-3.
- Gerhart Hauptmann: Winckelmann. Fragment. (Als Teildrucke erschienen in Zeitungen, Januar – August 1939). Vollständiger Abdruck in der Centenarausgabe, Band 10. Propyläen Verlag, Frankfurt und Berlin 1970.
- Jutta Hecker: Traum der ewigen Schönheit. Der Lebensroman Johann Joachim Winckelmanns. Verlag der Nation, Berlin 1989, ISBN 3-373-00126-9.
- Jutta Hecker: Flammendes Leben. Sehnsucht, Erfüllung und Katastrophe im Leben Johann Joachim Winckelmanns. Knabes Jugendbücherei, Weimar 2016, ISBN 978-3-940442-32-1.
- Gerhard Köpf: Piranesis Traum. Luchterhand, Hamburg 1992, ISBN 3-630-86777-4.
- Hans Joachim Schädlich: Torniamo a Roma. In: Vorbei. Drei Erzählungen, Rowohlt, Reinbek 2007, ISBN 978-3-498-06379-5, S. 75–121.
- Wilhelm Schäfer: Winckelmanns Ende. [Novelle]. Verlag Georg Müller, München 1925, neue Auflage Albert Langen/Georg Müller, München 1941